# كأس الإيثار - بغداد 1962
كانت كأس الإيثار 1962 هي النسخة الأولى من كأس المثابرة في بغداد. المباراة كانت بين الفائز ووصيف دوري المؤسسات لموسم 1961–62، القوة الجوية والكلية العسكرية، وفاز القوة الجوية بالمباراة بنتيجة 4-2.

## مباراة

### تفاصيل
| القوة الجوية                                | 4–2 | الكلية العسكرية     |
| ------------------------------------------- | --- | ------------------- |
| إشعيا 60' · حمادي 63' · محمد 75' · ناجي 85' |     | جسام 17' · محمد 37' |